# Ichthyodectes
Ichthodectes ctenodon
Genre
Espèce
Ichthyodectes est un genre éteint de poissons ichthyodectidés de près de 4 mètres de long, ayant vécu au Crétacé supérieur au Canada et aux États-Unis. 
Une seule espèce est rattachée au genre : Ichthodectes ctenodon, décrite par le paléontologue américain Edward Drinker Cope en 1870.
Ichthyodectes est apparenté à Xiphactinus ou encore Gillicus, d'autres ichthyodectidés. On pense qu'il était un prédateur de petits poissons. Il devait créer une aspiration avec sa bouche pour amener ses proies à l'intérieur. Il était la proie, entre autres, de requins laniformes du genre Squalicorax.